# Coppa Italia 2010-2011 (pallamano femminile)
La Coppa Italia 2010-2011 è stata la 20ª edizione del torneo annuale organizzato dalla Federazione Italiana Gioco Handball; si è svolta dal 17 al 19 dicembre 2010 a Vigasio.
Alla competizione partecipano le sei squadre della serie A1 2010-2011.

## Fase a gironi

### Girone A
| Squadra 1       | Risultato | Squadra 2       |
| --------------- | --------- | --------------- |
| Demoter Messana | 22 - 28   | Sassari         |
| Comitel Vigasio | 30 - 32   | Sassari         |
| Comitel Vigasio | 26 - 34   | Demoter Messana |

| Squadra            | Pt | G | V | N | P | RF | RS |
| ------------------ | -- | - | - | - | - | -- | -- |
| 1. Sassari         | 6  | 2 | 2 | 0 | 0 | 60 | 52 |
| 2. Demoter Messana | 3  | 2 | 1 | 0 | 1 | 56 | 54 |
| 3. Comitel Vigasio | 0  | 2 | 0 | 0 | 2 | 56 | 64 |

### Girone B
| Squadra 1               | Risultato   | Squadra 2               |
| ----------------------- | ----------- | ----------------------- |
| ITC Ceramiche Salerno   | 26 - 27     | Nuoro                   |
| Nuoro                   | 28 - 39     | Leadercoop Artro Teramo |
| Leadercoop Artro Teramo | 26 - 25 dtr | ITC Ceramiche Salerno   |

| Squadra                    | Pt | G | V | N | P | RF | RS |
| -------------------------- | -- | - | - | - | - | -- | -- |
| 1. Laedercoop-Artro Teramo | 6  | 2 | 2 | 0 | 0 | 65 | 53 |
| 2. Nuoro                   | 3  | 2 | 1 | 0 | 1 | 55 | 65 |
| 3. ITC Ceramiche Salerno   | 0  | 2 | 0 | 0 | 2 | 51 | 63 |

## Fase a eliminazione diretta

### Semifinali
| Squadra 1               | Risultato | Squadra 2       |
| ----------------------- | --------- | --------------- |
| Sassari                 | 29 - 27   | Nuoro           |
| Leadercoop-Artro Teramo | 34 - 31   | Demoter Messana |

### Finale 1º/2º posto
| Squadra 1 | Risultato | Squadra 2               |
| --------- | --------- | ----------------------- |
| Sassari   | 30 - 27   | Leadercoop-Artro Teramo |